# Ruine Hohenmelchingen
Die Ruine Hohenmelchingen, auch Melchingen genannt, ist die Ruine einer Höhenburg auf der „Halde“ bei etwa 825 Meter über NN südöstlich von Melchingen, einem Stadtteil von Burladingen im Zollernalbkreis in Baden-Württemberg.

## Geschichte

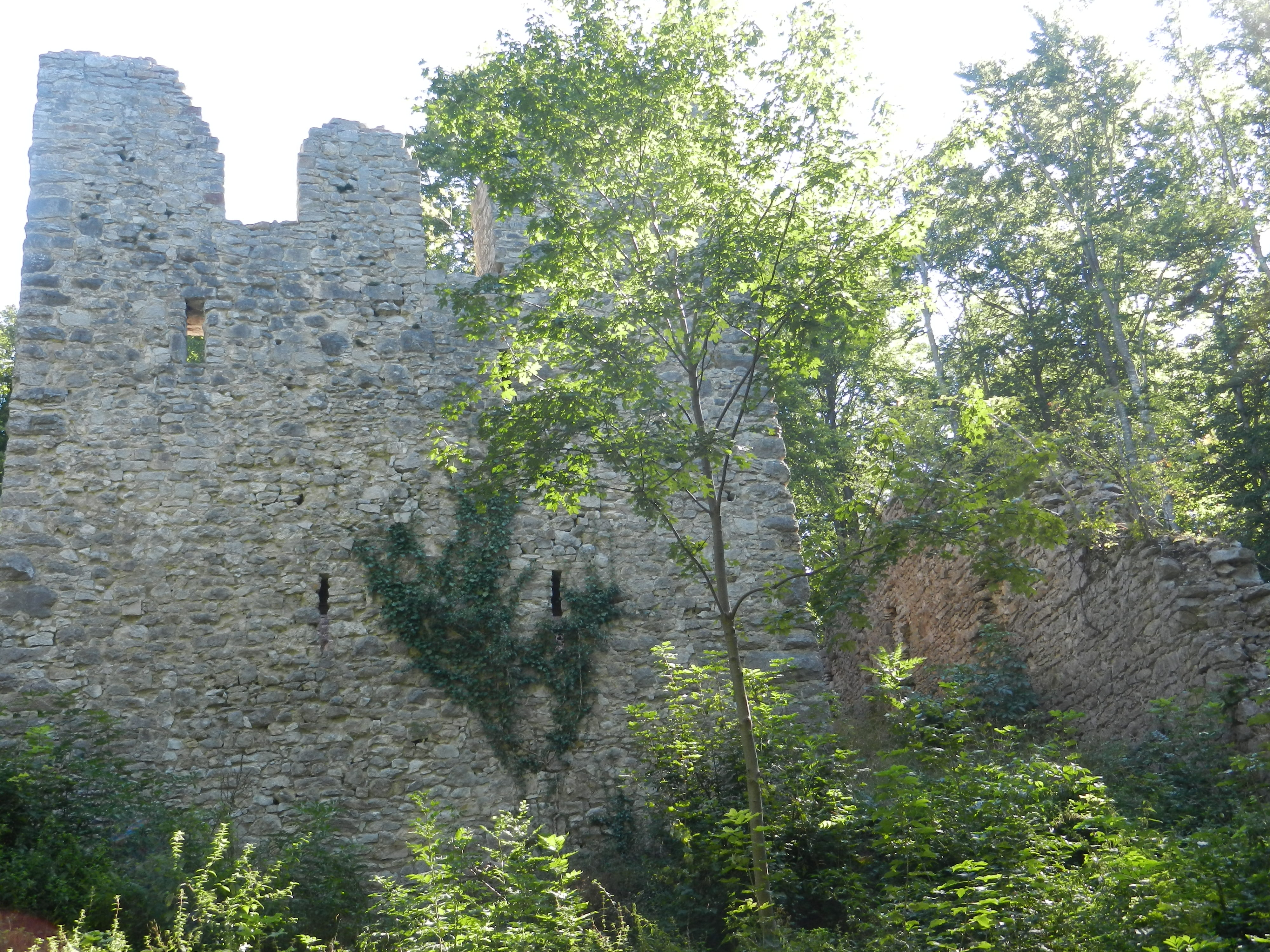
Vorderhaus und Umfassungsmauer

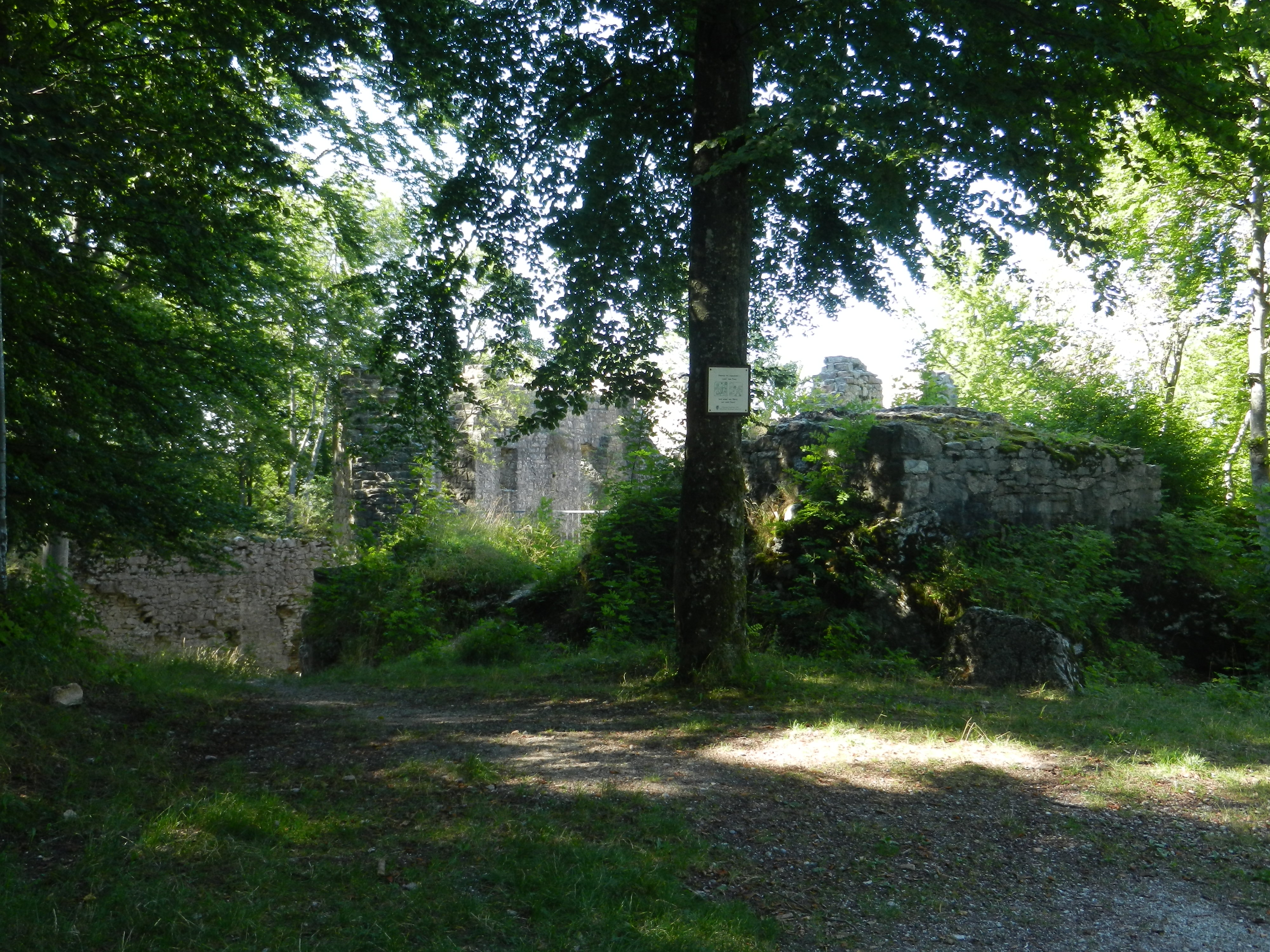
Bergfried und Vorderhaus

Die vermutlich im 12. Jahrhundert erbaute Burg, deren Erbauer und frühen Bewohner ungeklärt sind, wurde 1344 erstmals erwähnt. Damals gaben Graf Eberhard II. und Ulrich von Württemberg, die zu dieser Zeit Besitzer der Burg waren, ihren Teil der Burg Melchingen, Dorf, Vogtei, Gericht und drei Güter in Ringingen dem Burkhard von Melchingen zu Lehen. Nach 1439 werden Teile der Burg immer wieder verkauft, 1555 ist sie im Besitz von Württemberg und wurde vermutlich nach Zerstörung (1580 schon „Burgstall“ genannt) um 1592 zur Ruine. 1979 bis 1984 wurde die Ruine durch die Stadt Burladingen unter Leitung von Architekt Wilfried Pfefferkorn instand gesetzt.

## Beschreibung
Die Burganlage, die eine der größten in der „Sonnenalb“ ist, verfügte über einen Bergfried, einen Palas (ehemaliges Vorderhaus), ein Badstubenhaus, ein Hinterhaus, einen Backofen, einen Gewölbekeller, einen oberen, mittleren und unteren Burghof, Zisternen, einen südlichen und westlichen Zwinger, eine südliche und westliche Umfassungsmauer mit Tor und Pforte sowie Burggräben und Wälle.